# Pleistacantha naresii
Pleistacantha naresii is een krabbensoort uit de familie van de Inachidae. De wetenschappelijke naam van de soort is voor het eerst geldig gepubliceerd in 1886 door Edward John Miers.
De soort werd ontdekt op de Challenger-expeditie (1873-1876) nabij de Admiraliteitseilanden. Miers beschreef de soort oorspronkelijk als behorende tot het geslacht Ergasticus dat Alphonse Milne-Edwards in 1882 had opgericht.